# Western Australian Museum
Le Western Australian Museum est un musée qui compte six sites principaux. Le musée d'État , maintenant connu sous le nom de WA Museum Boola Bardip, a officiellement ouvert le 21 novembre 2020 dans le centre culturel de Perth (Australie-Occidentale).
Les autres sites sont :
- le WA Maritime Museum et le WA Shipwrecks Museum de Fremantle,
- le Museum of the Great Southern à Albany,
- le Museum of Geraldton à Geraldton,
- le Museum of the Goldfields à Kalgoorlie-Boulder .

## Historique
Fondé en 1891 dans le Old Perth Gaol (en), à Perth, sous le nom de Geological Museum (Musée géologique), il rassemble alors essentiellement des collections géologiques. L'année suivante, des collections ethnologiques et biologiques viennent s'ajouter, et en 1897 le musée devient officiellement le Western Australian Museum and Art Gallery.
En 1959 les collections botaniques sont transférées au nouvel Herbarium et le Museum and the Art Gallery deviennent des institutions séparées.
Le musée concentre ses intérêts de recherche et ses collections dans les domaines des sciences naturelles, de l'anthropologie, de l'archéologie et de l'histoire de l'Australie occidentale. Au cours des années 1960 et 1970 il a également commencé à travailler dans les domaines alors émergents des épaves historiques et de la gestion des sites aborigènes.

### Fremantle

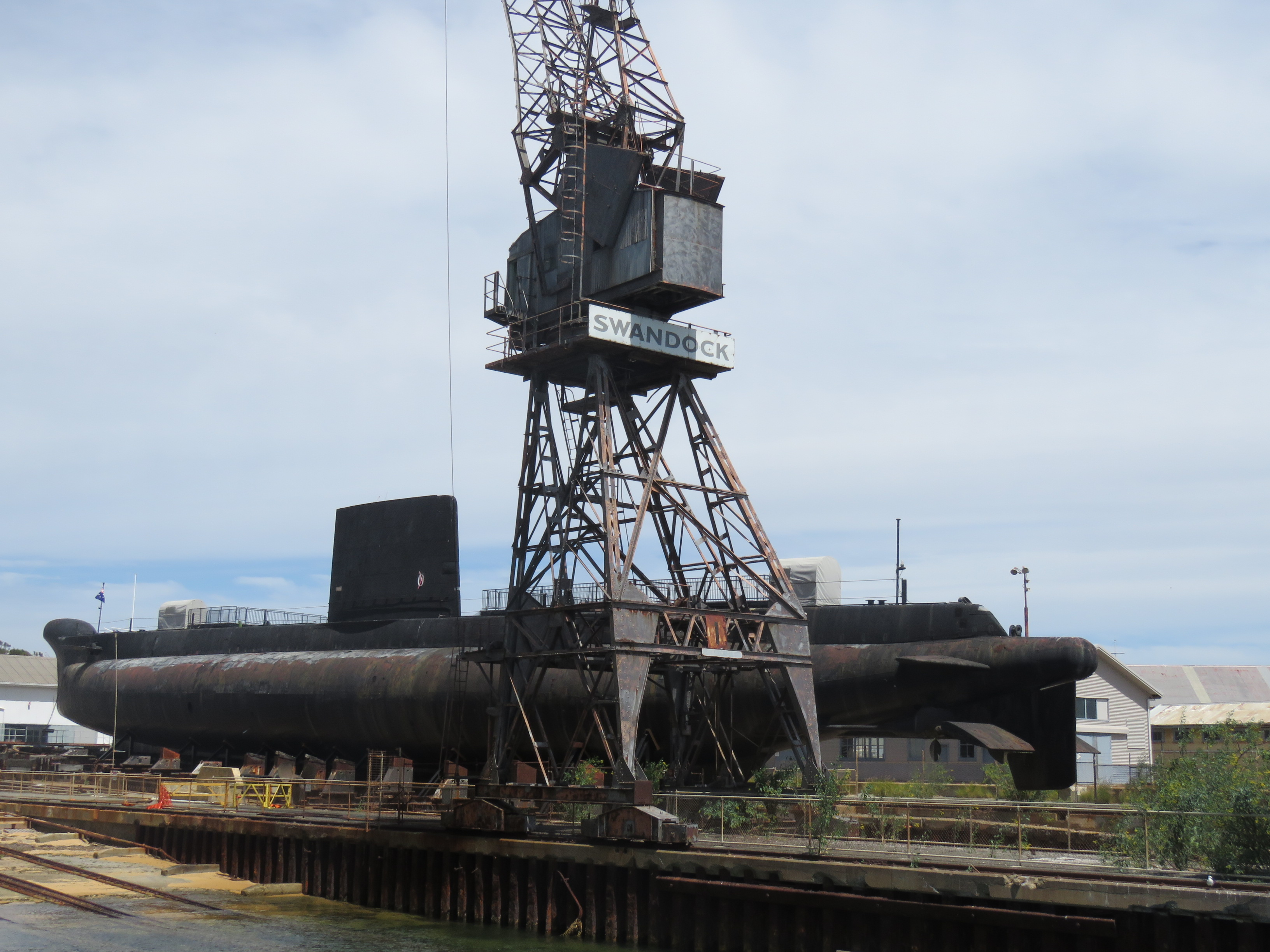
Le exposé au musée à Fremantle.

L'un des points forts du musée est le yacht Australia II, qui a remporté la Coupe de l'America en 1983. On peut aussi y visiter un sous-marin de classe Oberon, le HMAS Ovens.